# Albrecht Niedźwiedź

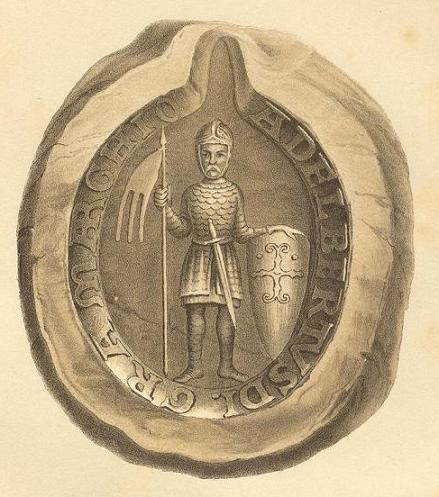
Albrecht na pieczęci, napis: Adelbertus D(e)i gr(ati)a marchio (w Brandenborch)

Albrecht Niedźwiedź, Albert I Brandenburski (niem. Albrecht der Bär, ur. ok. 1100, zm. 18 listopada 1170, Stendal) odziedziczył po ojcu tytuł hrabiego Ballenstedt i nazywał się również hrabią Aschersleben, nie tylko został od 1157 pierwszym margrabią Brandenburgii, księciem Saksonii od 1138 do 1142 ale był także czasowo margrabią Marchii Łużyckiej  (1123/25-1131), od 1134 margrabią Marchii Północnej i - najwcześniej od 1140 r. - hrabią Weimar-Orlamünde.

## Pochodzenie i przydomek
Był synem Ottona Bogatego, grafa Ballenstedt i Eiliki, córki Magnusa Billunga, księcia Saksonii, wnuczki króla Węgier Beli I.
Albrecht Niedźwiedź urodził się około 1100 roku. Rok i miejsce nie są znane. Albrecht  Niedźwiedź faktycznie nazywał się Adalbert. Jak wynika z tzw. Kroniki Słowian, Helmold, napisał krótko przed rokiem 1170, rokiem śmierci Albrechta jeden rozdział dotyczący Alberto Urso (niedźwiedzia Alberta). Na początku poniższego tekstu jest napisane: Adelbertus marchio, cui cognomen Ursus (margrabia Adelbert, nazywany „niedźwiedziem”). Współcześni zapewne chcieli go zrównać z Henrykiem Lwem, który był księciem Saksonii i Bawarii oraz największym rywalem Askanierów.

## Margrabia Marchii Łużyckiej i Północnej
Po śmierci Henryka II z Eilenburga w 1123 r. cesarz Henryk V nadał Marchie Łużycką i Miśnieńską Wiprechtowi z Grójca (Groitzsch). W 1123/24 roku, w sojuszu z księciem Lotarem Saksońskim, bez zgody cesarza Henryka,  Albrecht zajął Marchię Łużycką. Nie sposób przewidzieć, czy Albrecht uniknąłby surowych kar za ten gwałt, gdyby nie śmierć cesarza Henryka i powołanie na tron niemiecki w 1125 r. księcia saksonii Lotara III z Supplinburga, obrońcy i sojusznika Albrechta. Nowy monarcha zatwierdził aneksję Marchii Łużyckiej.
Po śmierci margrabiego Marchii Północnej, hrabiego Henryka ze Stade, w grudniu 1128 roku, Albrecht użył przemocy przeciwko hrabiemu Udo z Freckleben nowemu margrabiemu. Askanier (od nazwy jednego z zamków rodowych Askania koło Aschersleben, skąd pochodził ród hrabiów z Ballenstedt), próbował przejąć Marchię Północną, wyeliminowując Udo, kuzyna Henryka Pysznego. Gdy w marcu 1130 roku Udo z Freckleben został zabity przez ludzi Albrechta, ten stracił łaskę króla. Monarcha postanowił zakończyć nielegalne działania i w następnym roku pozbawił Albrechta tytułu margrabiego Marchii Łużyckiej.
W latach 1132— 1133 poprzez udział w pierwszej wyprawie do Włoch Lotara III, która przyniosła królowi koronę cesarską, Albrecht odzyskał częściowo jego łaskę. Kiedy w 1133 r. dotychczasowy margrabia Marchii Północnej Konrad z Plötzkau zginął we Włoszech,  Lothar, zapewne w kwietniu 1134 roku obdarzył Albrechta Marchią Północną. Tym razem był to akt w pełni legalny, Marchia Północna była lennem cesarskiem.

## Książę Saksonii

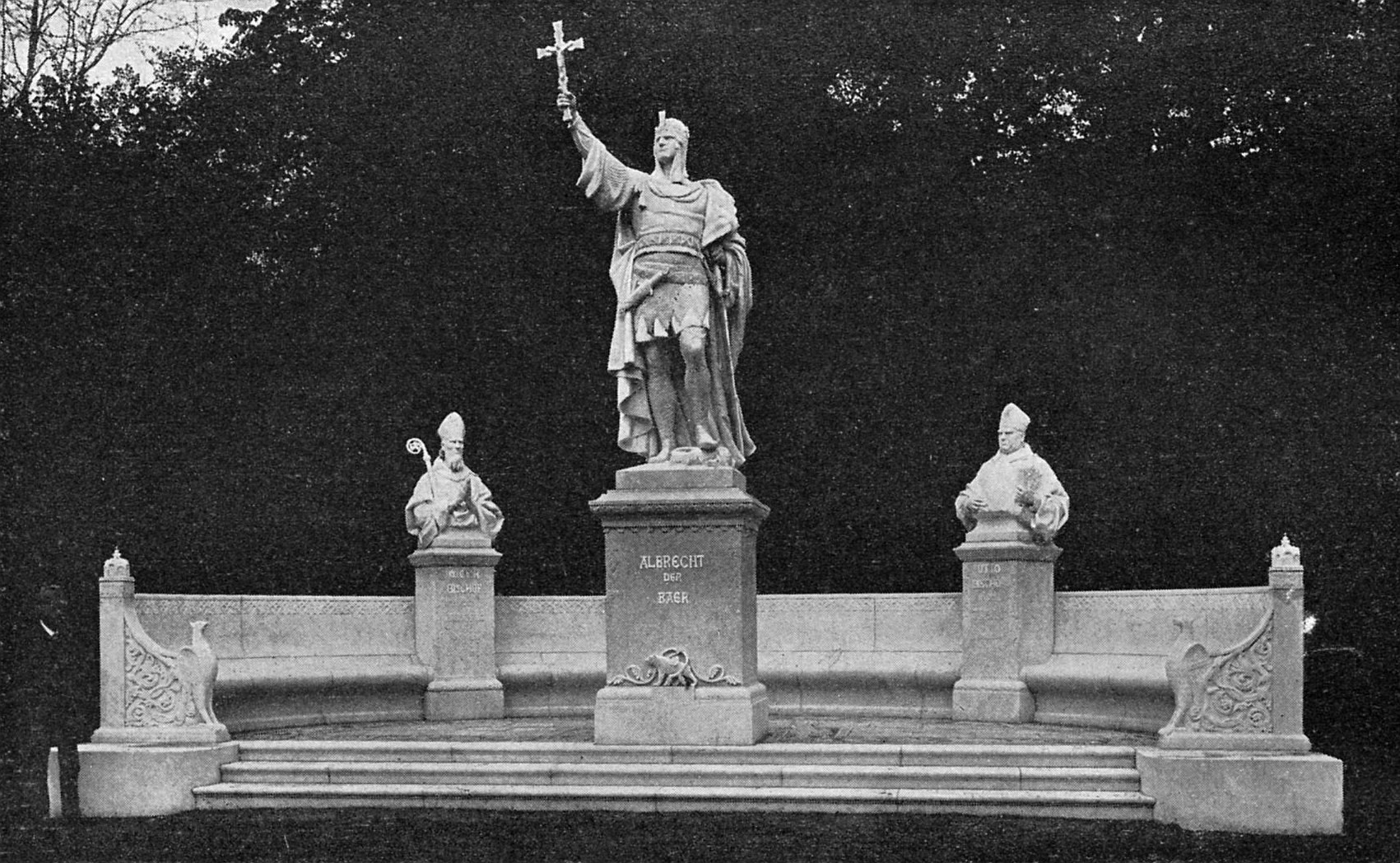
Biskup Wigger z Brandenburgii, Niedźwiedź Albrecht, biskup Otto z Bambergu

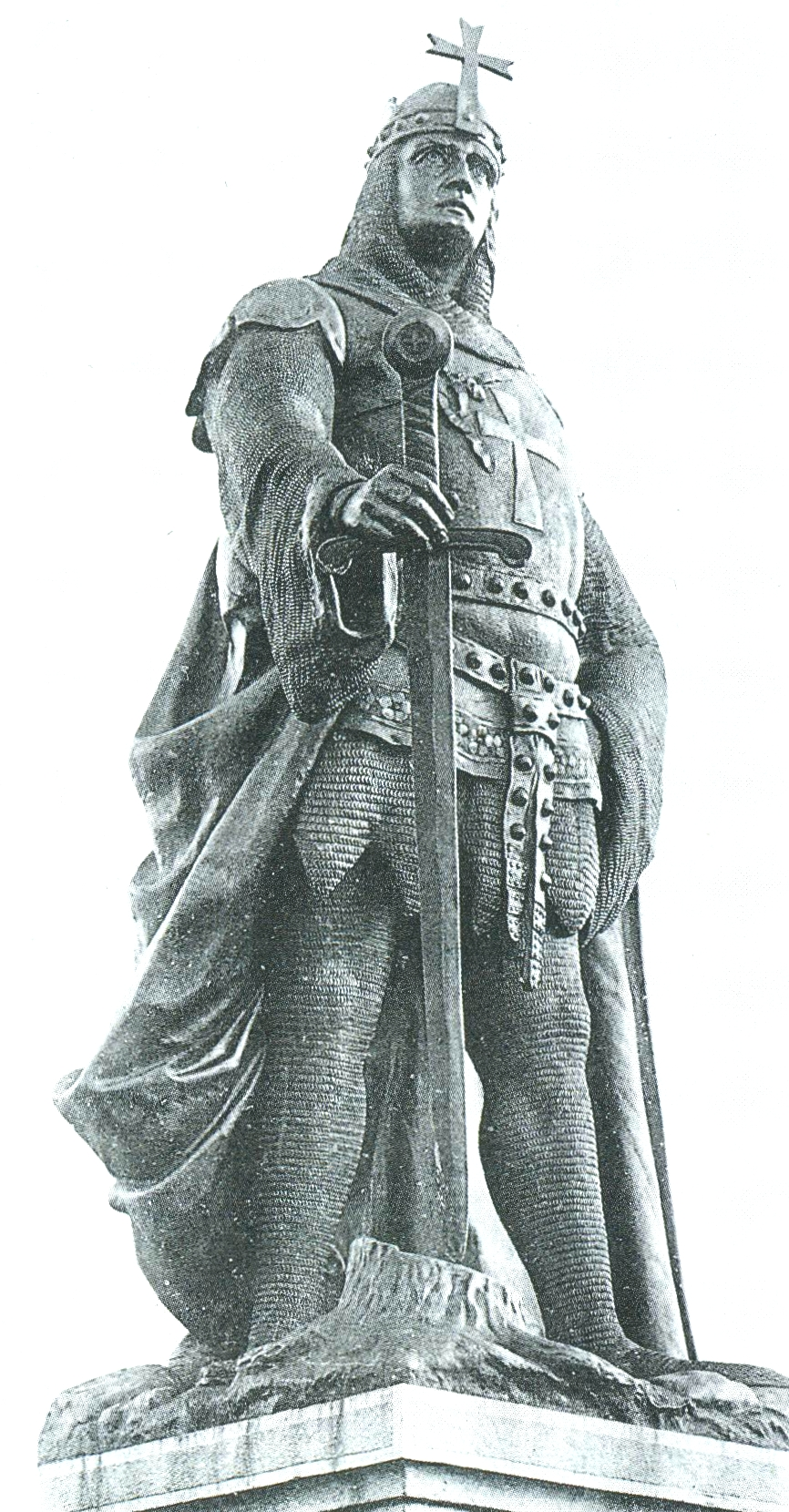
Pomnik Albrechta w Ballenstedt

Parę lat później, w grudniu 1137 roku, zmarł cesarz Lotar III. Sytuacja skomplikowała się, gdy między nowym królem Konradem III, pierwszym przedstawicielem dynastii Hohenstaufów na niemieckim tronie, a księciem saskim Henrykiem Pysznym wybuchł poważny konflikt. Konrad odebrał Henrykowi Bawarię i Saksonię.
Różne źródła historyczne przedstawiają różne wersje roszczeń Albrechta Niedźwiedzia do księstwa saskiego. Pierwsza wersja mówi, że Albrecht opierał swoje roszczenia na prawie spadkowym pochodzącym od matki. Według tej wersji, Albrecht wywodził swoje prawa od swojego matczynego dziadka, który należał do rodu Billungów, dawnych władców Saksonii. Problem z tą wersją polega na tym, że prawo spadkowe w tamtym czasie nie obejmowało mężczyzn pochodzących od linii żeńskiej. Druga wersja mówi, że Albrecht opierał swoje roszczenia na prawie spadkowym pochodzącym od ojca. Ojciec Albrechta, Otton z Ballenstedt, przez krótki czas w 1112 roku pełnił funkcję księcia saskiego. Zgodnie z tą wersją, Albrecht mógł uważać się za prawowitego spadkobiercę ojca. Ze względu na sprzeczności w źródłach historycznych, nie można jednoznacznie stwierdzić, na czym opierały się roszczenia Albrechta Niedźwiedzia. Możliwe, że Albrecht: wykorzystywał oba argumenty (matczyny i ojcowski) w zależności od sytuacji. Nie miał silnych argumentów prawnych, a jego roszczenia opierały się na sile militarnej i poparciu politycznym.
Bez względu na argumenty w ciągu 1138 roku  Albrecht Niedźwiedź został przez Konrada  obdarzony księstwem saskim. 26 lipca 1138 roku Albrecht Niedźwiedź po raz pierwszy jest nazywany księciem. Występuje w 18 zachowanych dokumentach z tych lat jako „dux" (co należy tu przetłumaczyć jako „książę").
Jednak szybko okazało się, że kończy się krótki okres, w którym Albrecht Niedźwiedź mógł w jakimś stopniu sprawować  książęcą władzę w Saksonii. Kilku saskich możnych, których opinia Konrad III. nie została wyraźnie uwzględniona przy obsadzaniu tronu książęcego, rozpoczęło walkę przeciwko Albertowi Niedźwiedziowi. Jeszcze w 1138 roku spalili oni Bernburg, siedzibę jego matki. W roku 1140 wrogowie Alberta podpalili zamek Anhalt i wypędzili go z ojczyzny. Pomimo powtarzanych później prób nie był już w stanie piastować rzeczywistej władzy jako książę, nie był w stanie sprostać roszczeniom Welfów do  Saksonii, chociaż jeszcze przez kilka lat był uznawany za prawowitego księcia Saksonii. W roku 1142 książę musiał zrezygnować z księstwa saskiego. 14 września 1141 roku Albrecht Niedźwiedź został po raz ostatni określony w królewskim dokumencie w Kolonii jako książę Saksonii.

## Krucjata 1147 r.
Już w 1108 r. książęta i biskupi wschodnioniemieccy wystąpili z apelem do rycerstwa z zachodnich krajów cesarstwa, wzywając je do wojny z pogańskimi Słowianami ; wskazali przy tym na religijne cele takiej „świętej wojny”, ale i na materialne korzyści ; opanowanie urodzajnych terenów, odebranie ich „poganom”  i oddanie w ręce zwycięzców. Nie wiadomo, czy apel ten spotkał się już wówczas z odzewem.
Podobne hasła znalazły za to echo w okresie drugiej krucjaty, w 1147r.  Za zgodą Bernarda z Cliruvaux   znaczna część rycerstwa niemieckiego, zwłaszcza saskiego, zamiast udać się z Konradem III do Ziemi Świętej, podjęła wówczas wyprawę krzyżową przeciw pogańskim Słowianom i skierowała swe uderzenie na wschodnią część Obodrytów, część Stodoranii (Hobolin), na resztki plemion wieleckich byłego Związku Lutyckiego, krucjata dotknęła także Pomorzan zachodnich. Na czele krzyżowców stanęli najbardziej zainteresowani książęta: saski Henryk Lew, margrabia Albrecht, Konrad Wettin, margrabia Miśni, Mieszko książę wielkopolski,  królowie duńscy Kanut V i Swen Grade.
Margrabia Albrecht Niedźwiedź odegrał kluczową rolę w krucjacie przeciwko Słowianom. Był, oprócz Henryka Lwa, jednym z głównych inicjatorów wyprawy i dowódcą armii południowej, liczącej około 60 000 rycerzy (liczby te prawdopodobnie są znacznie przesadzone- jak to często bywa w średniowiecznych pismach). Marszruta sześćdziesięciotysięcznej armii Albrechta  Niedźwiedzia przebiegała od Magdeburga poprzez Hobolin, następnie ziemie Wieletów aż po twierdzę Dymin w Meklemburgii, którą oblegano. Stamtąd część niemieckiego kontyngentu oderwała się na rekonesans pod Szczecin, który również oblegano.  Poza spustoszeniem najechanych ziem wyprawa nie osiągnęła celu, a nawet skompromitowała się obleganiem chrześcijańskiego Szczecina.
Krucjata osłabiła jednak siłę oporu Słowian i utorowała drogę do dalszych podbojów niemieckich. Główny cel krucjaty, jaki został sformułowany w wezwaniu Bernarda z Clairvaux i bulli papieża Eugeniusza III, nie został osiągnięty.

## Powstanie Marchii Brandenburskiej

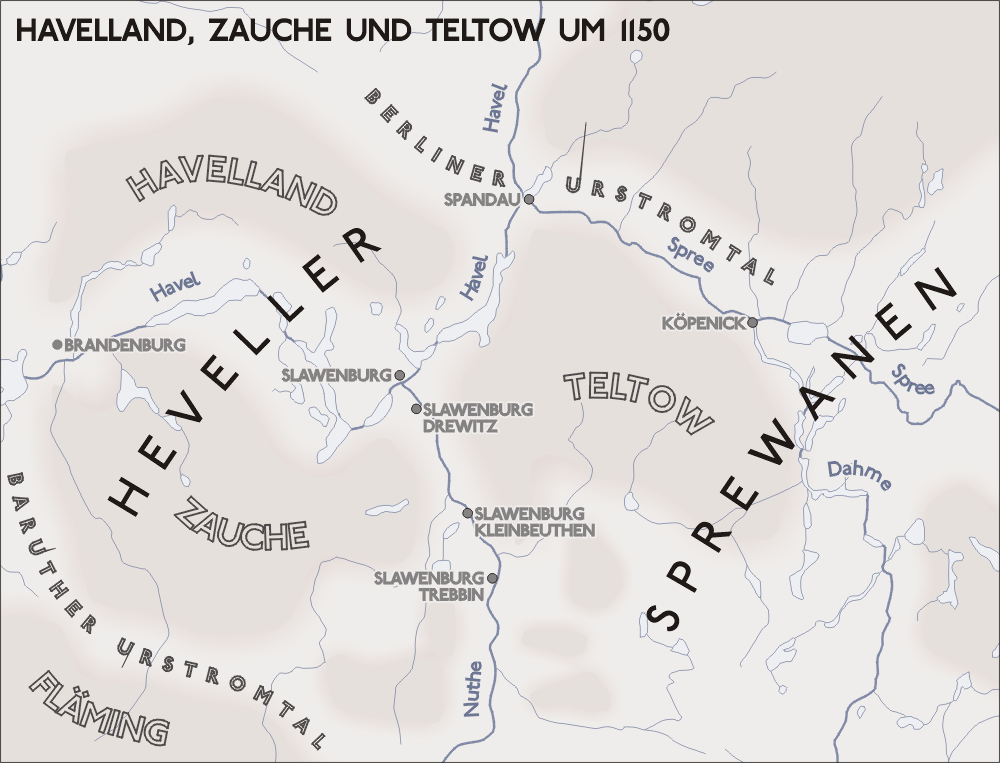
Sytuacja ok. 1150 r.

W Brennie stolicy kraju Stodoran, około połowy XII wieku, rządził książę znanym jako Przybysław, ale noszący imię Henryk, co sugerowało jego chrześcijańskie pochodzenie. Nie mając potomka, Przybysław obawiał się, że po jego śmierci kraj znów ulegnie wpływom pogaństwa, a słabe chrześcijaństwo zostanie zniszczone przez fanatycznych wyznawców Trzygłowa. Aby zapewnić przyszłość swojego ludu, Przybysław zdecydował się przekazać kraj silnemu władcy niemieckiemu, z którym utrzymywał dobre stosunki — margrabiemu Marchii Północnej, Albrechtowi Niedźwiedziowi. W latach 1125–1130, Przybysław trzymał do chrztu syna Albrechta i jego przyszłego następcę, Ottona I, jednocześnie obdarował chrześniaka Ziemią Suchą na południe od Haweli. Darowizna ta uczyniła tę ziemię własnością domu askańskiego. Wpływy margrabiego w Brennie zaczęły rosnąć za życia Przybysława. Jednak plany Przybysława napotkały opór wśród jego poddanych. Według trudnych do zweryfikowania informacji kronikarskich Przybysław na początku 1134 r. miał uzyskać od cesarza Lotara III koronę królewską. Po jego śmierci w 1150 roku, wdowa przez trzy dni ukrywała fakt zgonu, wysyłając jednocześnie posłów do margrabiego z prośbą o natychmiastowe zajęcie grodu. Po zajęciu grodu Albrecht musiał stawić czoła dalszym problemom, w tym pojawieniu się pretendenta do władzy, krewnego po kądzieli  Przybysława, Jaksy, który zapewne był władcą plemienia Sprewian, zamieszkującego na wschód od Stodoran Księstwo Kopanickie i pozostawał pod politycznym  wpływem Polski.
Jaxa przejął Brennę /Brandenburg między 1150 a 11 czerwca 1157 roku. Niestety żadne źródło nie podaje dokładnej daty. Przejęcie Brenny, można interpretować jako rywalizację polsko-niemiecką o kontrolę nad krajem Stodoran.  Jednakże, Polska nie była w stanie skutecznie wesprzeć Jaksę, a Albrecht, w porozumieniu z arcybiskupem magdeburskim, po długim oblężeniu zmusił załogę księcia Jaksy do kapitulacji. Dzień kapitulacji Brenny — 11 czerwca 1157 roku — stał się dniem narodzin Marchii Brandenburskiej.
Pierwszy dokument, w którym Albrecht Niedźwiedź nazwał siebie "Margrabią Brandenburgii", to dokument, który Askanier wydał 3 października 1157 roku w Werben nad Łabą w Altmark. Albrecht Niedźwiedź kilka tygodni później nazwał się znowu margrabią brandenburskim, a dokładnie w dokumencie, który wystawił dla zakonu premonstratensów w Leitzkau, podczas gdy spędzał Boże Narodzenie 1157 roku w Magdeburgu na dworze cesarza Fryderyka I Barbarossy. Ponadto Albrecht Niedźwiedź posiadał pieczęć już od 1159 roku z napisem ADALBERTVS D[E]I GRA[TIA] BRANDENEBVRCHGENSIS MARCHIO (Adalbert, z łaski Bożej margrabia brandenburski).
Ze względu na te okoliczności Albrecht Niedźwiedź z pewnością zasługuje na miano założyciela Marchii Brandenburskiej.

## Albrecht Niedźwiedź iPolska
Wyprawa Konrada III do Polski w 1146 roku miała miejsce na prośbę samego Władysława Wygnańca, który poprosił o pomoc przeciw juniorom. Konrad, mając na uwadze udzieloną niedawno pomoc swojemu szwagrowi, księciu  Władysławowi czeskiemu, nie mógł odmówić pomocy polskiemu księciu. Niemniej jednak, Konrad nie angażował się zbyt mocno w tę sprawę, pozostawiając jej rozwój swojemu otoczeniu, w którym wielu wybitnych i wpływowych osób sprzyjało interesom młodszych książąt polskich. W sierpniu 1146 roku Konrad wyruszył z wyprawą na juniorów polskich, ale powstrzymała go rzeka Odra, nie mogąc sforsować jej przejścia. Konrad chętny był do układów i uznania status quo. Jako wpływowi rzecznicy młodszych polskich książąt, być może na podstawie uprzedniego z nimi ustalenia, wystąpili margrabia Marchii Północnej Albrecht Niedźwiedź i Konrad margrabia miśnieński.
Konrad III ostatecznie zgodził się na okup pieniężny i obietnicę stawienia się książąt polskich na jego dworze na cesarskie wezwanie, pozostawiając ich przy władzy książęcej w Polsce. Wyprawa cesarska zawróciła, a Władysław został osadzony przez Konrada na zamku w Altenburgu. Konrad był zajęty drugą krucjatą, co uniemożliwiło mu udzielenie dalszej pomocy w najbliższych latach.
6 stycznia 1148 roku, w Kruszwicy, odbyło się znaczące spotkanie, które miało wpływ na losy zarówno dynastii Piastów, jak i Askanierów. W źródłach pisanych datowanych na ten dzień wspomina się o uczestnictwie najstarszego syna Albrechta Niedźwiedzia, Ottona, wraz z arcybiskupem Fryderykiem z Magdeburga oraz książętami Polski Bolesławem IV i Mieszkiem III z rodu Piastów. Judyta, siostra obu polskich książąt została wówczas wyznaczona na małżonkę dla młodego Askaniera, Ottona, który pojawił się jako margrabia. Spotkanie miało prawdopodobnie na celu porozumienie się Sasów z Polakami w kontekście udziału w podbiciu ziem Słowian połabskich przez Sasów. Prawdopodobnie w spotkaniu uczestniczył również Albrecht Niedźwiedź, podkreślając znaczenie połączenia dynastii Askańskiej z Piastami. Małżeństwo Judyty z Ottonem miało wzmocnić sojusz pomiędzy obiema dynastiami, co było istotne dla obu stron - Piastowie, niepewni swojej pozycji po wygnaniu brata, potrzebowali wpływowego sojusznika, a Albrecht Niedźwiedź, w związku z planami podboju ziem Słowian połabskich, musiał mieć pewność, że Polacy nie przeszkodzą mu w ich realizacji. Ostatecznie, Askanierzy osiągnęli swój cel w 1157 roku, tworząc Marchię Brandenburską z podbitych terenów i ziem Marchii Północnej.

## Albrecht Niedźwiedź iHenryk Lew
Hrabia Plötzkau (na południowy zachód od Bernburga) Bernard  jako ostatni ze swojej rodziny, zginął 26 października 1147 w krucjacie króla Konrada III. To zaostrzyło napięcia między Albrechtem Niedźwiedziem a Henrykiem Lwem. Zarówno Henryk Lew, jak i Albrecht Niedźwiedź rościli sobie prawo do jego majątku na wschodnich obrzeżach Harzu, a król w swoich ostatnich latach nie był w stanie rozstrzygnąć tego sporu.. Ponadto w styczniu 1152 roku został zamordowany hrabia Hermann II z Winzenburga (na zachód od Goslar) wraz ze swoją żoną Liutgardą ze Stade. Oboje nie zostawili po sobie syna. Do tego dziedzictwa, które było znacznie ważniejsze dla dominacji w Saksonii niż Plötzkau, zarówno Henryk Lew, jak i Albrecht Niedźwiedź również rościli sobie prawo. Albrecht mógł powoływać się na prawo do dziedziczenia przez krewnych, jeśli jego żona Zofia rzeczywiście była siostrą zamordowanego Winzenburga, natomiast Henryk Lew, podobnie jak w przypadku hrabstw Stade i Plötzkau, mógł argumentować z perspektywy prawa lennego, że po bezdzietnej śmierci hrabiego jego majątek i prawa powinny przypaść księciu.  To doprowadziło do ponownych walk między nimi, które według kronik odbywały się w zachodniej części Harzu. Cesarz Fryderyk Barbarossa zdołał załagodzić spór o dobra Plötzkau i Winzenburg dopiero przy drugim podejściu w 1152 roku: Henryk Lew otrzymał znacznie cenniejszą część, podczas gdy Albrecht Niedźwiedź musiał zadowolić się hrabstwem Plötzkau.
Podczas zjazdu dworskiego w Norymberdze w sierpniu 1163 roku, cesarz Fryderyk I Barbarossa powstrzymał króla Władysława z Czech, książąt Welfa VI i Henryka Jasomirgotta z Austrii oraz margrabiego Otakara ze Styrii przed przystąpieniem do sojuszu wojskowego przeciwko Henrykowi Lwu. Sojusz ten został zainicjowany przez Albrechta Niedźwiedzia, palatyna Adalberta z Sommerschenburga, landgrafa Ludwika z Turyngii i biskupa Udo z Naumburga. Mimo że cesarzowi udało się chwilowo zniweczyć plany sojuszników, przyczyny konfliktu nie zostały wyeliminowane.
Już w 1164 roku Albrecht Niedźwiedź i Adalbert z Sommerschenburga zawarli nowe przymierze przeciwko Henrykowi Lwu, które jednak zakończyło się niepowodzeniem z powodu bierności Albrechta. Adalbert musiał poddać zamek Lauenburg, co wzmocniło pozycję Henryka Lwa. Wsparcie Henryka przez cesarza Fryderyka  skutecznie powstrzymywało jego przeciwników. Jednak przygotowania cesarza do czwartej wyprawy do Włoch w 1166 roku ponownie ożywiły konspirację.
W tym czasie arcybiskup Wichmann z Magdeburga i biskup Hermann I z Hildesheim utworzyli koalicję z udziałem landgrafa Ludwika II z Turyngii, Albrechta Niedźwiedzia oraz jego synów i zięcia Ottona margrabiego Miśni. Sojusz ten objął całą północną część Niemiec aż po Ren. W 1167 roku do koalicji dołączył arcybiskup Rainald z Kolonii. Jednak niespodziewana śmierć Rainalda pod Rzymem uratowała Henryka Lwa przed klęską.
Jesienią 1167 roku cesarz wysłał arcybiskupa Christiana z Moguncji, by negocjował rozejm w Saksonii i sprowadził wsparcie wojskowe do Włoch. Po powrocie Fryderyka I do Niemiec w marcu 1168 roku, jego przeciwnicy odmówili stawienia się na sejmie w Würzburgu, co doprowadziło do intensywnych mediacji zakończonych rozejmem we Frankfurcie 1 czerwca 1168 roku.
W październiku 1168 roku zmarł arcybiskup Hartwig z Bremy, co wywołało konflikt o jego sukcesję między kanonikiem Zygfrydem, synem Albrechta Niedźwiedzia, a dziekanem Otbertem. Cesarz Fryderyk  interweniował, usuwając obu pretendentów i mianując na arcybiskupa prowosta Balduina z Halberstadt. Ponowne wsparcie cesarza dla Henryka Lwa przedłużyło konflikt, który zakończył się dopiero po śmierci Albrechta Niedźwiedzia w listopadzie 1170 roku. Dzięki interwencji cesarza na sejmie w Erfurcie w czerwcu 1170 roku oraz śmierci największego przeciwnika Henryka Lwa, konflikt w Saksonii został  zakończony, przynosząc długo oczekiwany pokój.

## Następstwo po Albrechcie

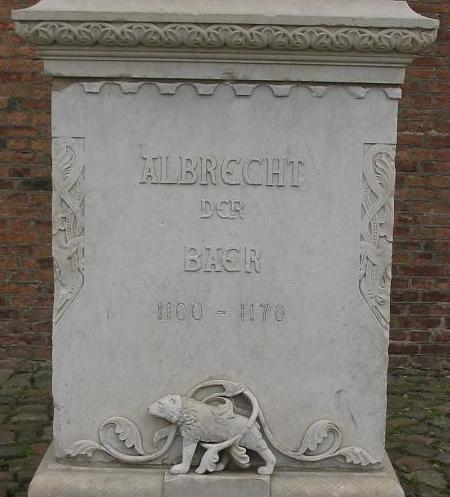
Fundacja pomnika Alberta w Cytadeli Spandau

Niewiele wiadomo o pochodzeniu Zofii, żony Albrechta Niedźwiedzia. Była siostrą Beatrycze II, ksieni cesarskiego klasztoru św. Serwacego w Quedlinburgu. Obecnie zwykle zakłada się, że pochodziła ona z domu Winzenburg i zwykle utożsamia się ją z Sophie von Winzenburg. Dowody na to pochodzenie obejmują przede wszystkim zbieżność imienia drugiego syna Albrechta z potencjalnym ojcem lub dziadkiem Zofii, Hermannem z Winzenburga, sprawowanie praw wójtowskich nad klasztorem Corvey w 1147 roku oraz intensywne, choć ostatecznie nieudane, roszczenia do dziedzictwa Winzenburga przez Albrechta po bezdzietnej śmierci Hermanna II. Wspomniane dowody i milczenie źródeł na ten temat sugerują, że Zofia pochodziła jedynie ze średniej szlachty.  Data zawarcia małżeństwa nie jest znana. Narodziny najstarszego syna Ottona datuje się na lata 1123-1125, co wyznacza również termin ślubu. Z uwagi na młody wiek Albrechta Niedźwiedzia, małżeństwo przed rokiem 1120 jest mało prawdopodobne. Albrecht i Zofia mieli siedmiu synów i od trzech do sześciu córek.
Mieli następujące dzieci:
1. Otton (Otto) I (ur. ok. 1130, zm. 7 marca 1184) – margrabia brandenburski
2. Hrabia Hermann I Orlamünde (zm. 1176)
3. Zygfryd (zm. 24 października 1184) – biskup Brandenburga od 1173 roku, arcybiskup Hamburga-Bremy od 1179 roku[56]
4. Henryk (zmarły po 1185), kanonik w Magdeburg
5. Hrabia Albert Ballenstedt (zm. 1171)
6. Hrabia Dietrich Werben (zmarły po 5 września 1183)
7. Bernard III (ur. ok. 1140, zm. w lutym 1212) – hrabia Anhaltu od 1170 i książę Saksonii od 1180
8. Jadwiga  (d. 1203), żona Otto Bogatego